# Profundulus
Profundulus là một chi cá cỡ nhỏ trong họ Profundulidae thuộc bộ cá chép răng Cyprinodontiformes, chúng gồm các loài bản địa của vùng phía bắc của Trung Mỹ

## Các loài
Hiện hành có 06 loài được ghi nhận trong chi này:
- Profundulus balsanus C. G. E. Ahl, 1935 (Cá Killi Balsas)[2]
- Profundulus guatemalensis (Günther, 1866) (Cá Killi Guatemala)
- Profundulus kreiseri Matamoros, J. F. Schaefer, C. L. Hernández & Chakrabarty, 2012 (Cá Killi Kreiser)[3]
- Profundulus mixtlanensis Ornelas-García, Martínez-Ramírez & Doadrio, 2015 [4]
- Profundulus oaxacae (Meek, 1902)
- Profundulus punctatus (Günther, 1866) (Cá Killi Oaxaca)